# Georg Frommer

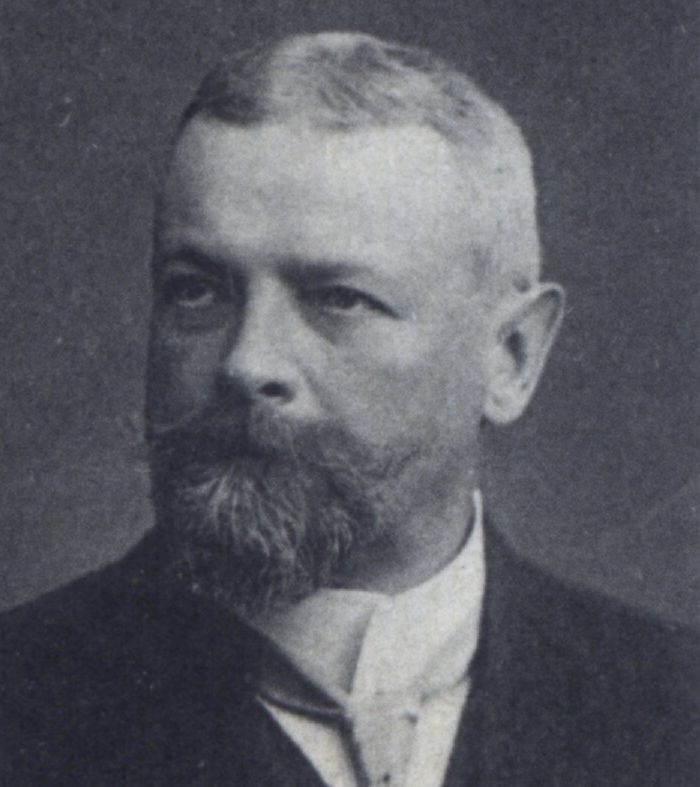
Georg Frommer als Reichstagsabgeordneter 1912

Georg Frommer (* 29. September 1862 in Gunten, Kirchspiel Reddenau, Kreis Preußisch-Eylau; † 15. November 1940 auf Rittergut Weskeim) war Rittergutsbesitzer und Mitglied des Deutschen Reichstags.

## Leben
Frommer besuchte das Realgymnasium in Elbing und war Kaufmann in Elbing und Berlin. Er hatte einen mehrjährigen Aufenthalt in England zum Studium von Handel und Landwirtschaft. Dann übernahm er langjährige Verwaltungen von ostpreußischen Gütern und seit 1901 war er Besitzer von Sodehnen im Kreise Preußisch-Eylau. Er war u. a. Hauptmann der Landwehr I sowie wie die Vorfahren regionaler Amtsvorsteher, des Weiteren Kreistagsmitglied und Mitglied des Kreisausschusses Preußisch Eylau. Frommer war Inhaber der Landwehrdienstauszeichnung I. Klasse.
Von 1912 bis 1918 war er Mitglied des Deutschen Reichstags für den Reichstagswahlkreis Regierungsbezirk Königsberg 5 (Heiligenbeil-Preußisch Eylau) und die Deutschkonservative Partei.